# Galena (Maryland)
Pour les articles homonymes, voir Galena.
La ville de Galena est située dans le comté de Kent, dans l’État du Maryland, aux États-Unis. Le recensement de 2010 a indiqué une population de 612 habitants.

## Source
- (en) Cet article est partiellement ou en totalité issu de l’article de Wikipédia en anglais intitulé « Galena, Maryland » (voir la liste des auteurs).

1. ↑  (en) 2010 Census Population of Galena, MD